# TSG Thannhausen
Die TSG Thannhausen (Turn- und Sportgemeinschaft Thannhausen von 1890 e. V.) ist ein Sportverein aus der schwäbischen Stadt Thannhausen.

## Geschichte
Der Verein wurde am 1. Januar 1890 unter dem Namen TV Thannhausen in Schwaben als Turnverein gegründet. In den 1920er Jahren wurden innerhalb des Vereins eine Fußball- und eine Leichtathletikabteilung gegründet. Am 3. Mai 1941 schlossen sich Turner und übrige Thannhausener Sportler freiwillig zur Turn- und Sportgemeinschaft von 1890 e. V. zusammen. Derzeit gehören der TSG Thannhausen die Abteilungen Turnen (inkl. Haidong Gumdo – Schwertkampf), Kindersportschule, Leichtathletik, Tischtennis und Fußball an.
Erfolgreichste Abteilung des Vereins ist Tischtennis. Schon vor in den späten 80er Jahren spielten die Herren in der Landesliga. Nach diesen Highlights mit teilweise 100 Zuschauern in der Halle wurde es etwas ruhiger. Mittlerweile ist die TSG aber für ihre Nachwuchsarbeit bayernweit ein Aushängeschild. 2016/17 sind die Damen in die Landesliga aufgestiegen, die Herren in die 1. Bezirksliga und die Mädchen spielen in der Bayernliga ganz vorne mit. Die Mannschaften sind die jüngsten in ihren Spielklassen. Die 11-jährige Luna Brüller ist nicht nur Stammspielerin bei den Damen, sondern sorgte auch auf Bundesebene für Erfolge. Der Verein wurde 6× mit dem Breitensportpreis des BTTVs „Der Aktive Verein“ ausgezeichnet.
Die Fußballer prägt eine erfolgreiche Vergangenheit. Erste größere Aufmerksamkeit erlangten diese im Jahr 1975, als man sich erstmals für die 1. Hauptrunde des DFB-Pokals qualifizierte und gegen Bayer 04 Leverkusen mit 0:6 unterlag. 1990 stieg der Verein erstmals in die Landesliga, die damals zweithöchste Amateurklasse, auf. Nachdem man zwischenzeitlich abgestiegen war, konnte man 2001 und 2004 den Wiederaufstieg in die Landesliga feiern. Im Jahr 2006 stand der Verein mit dem Erreichen eines Relegationsplatzes kurz vor dem Aufstieg in die Bayernliga. Nachdem man noch vier Tage vor dem Aufstiegsspiel den FC Ingolstadt 04 im Finale des Bayerischen Toto-Pokals besiegt hatte und damit ein zweites Mal in den DFB-Pokal einzog, wurde anschließend das entscheidende Spiel um den Aufstieg gegen den 1. FC Eintracht Bamberg verloren. Bereits ein Jahr später qualifizierte sich die TSG Thannhausen erneut für die Relegationsspiele. Durch den 3:0-Erfolg gegen SV Alemannia Haibach schaffte der Verein erstmals den Aufstieg in die höchste bayerische Spielklasse. Dieser, mittlerweile fünfthöchsten Klasse im deutschen Fußball-Ligasystem, gehörte die Mannschaft bis zum Abstieg im Jahre 2010 an.
Die Fußballer spielen in der TSG Thannhausen Fußball GmbH, die im Mai 2010 allerdings wegen finanzieller Probleme Insolvenz anmelden musste. Aktuell stieg man 2016 aus der Bezirksliga Schwaben Süd in die Kreisliga ab. Die einst so erfolgreiche Jugendabteilung, bis hoch in die Bayernligen, kämpft gerade um einen Neuaufbau. Zu dieser gehörte auch kurzzeitig Nationalspieler Kevin Volland. Ein Highlight der Vergangenheit war auch der Bayerische Pokalsieg in der Halle für das Team um Spielmacher Stefan Selig. Die Fußballer sind wieder im Hauptverein integriert, müssen aber aus finanziellen Gründen wieder kleinere Brötchen backen.
Die Leichtathleten schaffen es immer wieder sportlich ins Rampenlicht. Hervorzuheben ist die für Thannhausen startende Manuela Groß, die regelmäßig Erfolge auf Bundesebene einfährt.
Die Abteilung Turnen zeichnet sich vor allem durch ein extrem großes Angebot im Breitensport aus. Das eigene AirTrack ist ein absolutes Highlight, dass gerne auf Veranstaltungen zum Einsatz kommt. Integriert in die Abteilung ist der koreanische Schwertkampf, Haidong Gumdo. Gründer Werner Schmidt darf sich außerdem Europameister nennen.
Seit einigen Jahren gehört auch eine KiSS (Kindersportschule) zum Verein. Neben dem eigentlichen Kerngeschäft, das Anbieten von qualifizierten Sportstunden unter sportwissenschaftlicher Leitung, beschäftigt die KiSS in drei Schulkooperationen mehrere Mitarbeiter.

## Trainer
- Rainer Amann (2019–heute)
- Markus Pleuler (2009–2010)

## Stadion / Halle
Die TSG Thannhausen Fußball trägt ihre Heimspiele im Mindelstadion aus – hier trainieren auch die Leichtathleten. Das Stadion verfügt über eine Kapazität von 3.000 Plätzen. Die Tischtennisabteilung spielt in der Dreifachturnhalle der Mittelschule. Die Stunden von Turnen und KiSS finden in der Turnhalle der Realschule statt.